# Reinhold Ebeling
Reinhold Ebeling (* vor 1899; † nach 1938) war ein deutscher Kirchen- und Dekorationsmaler, Restaurator und Konservator von Kunstdenkmälern.

## Leben

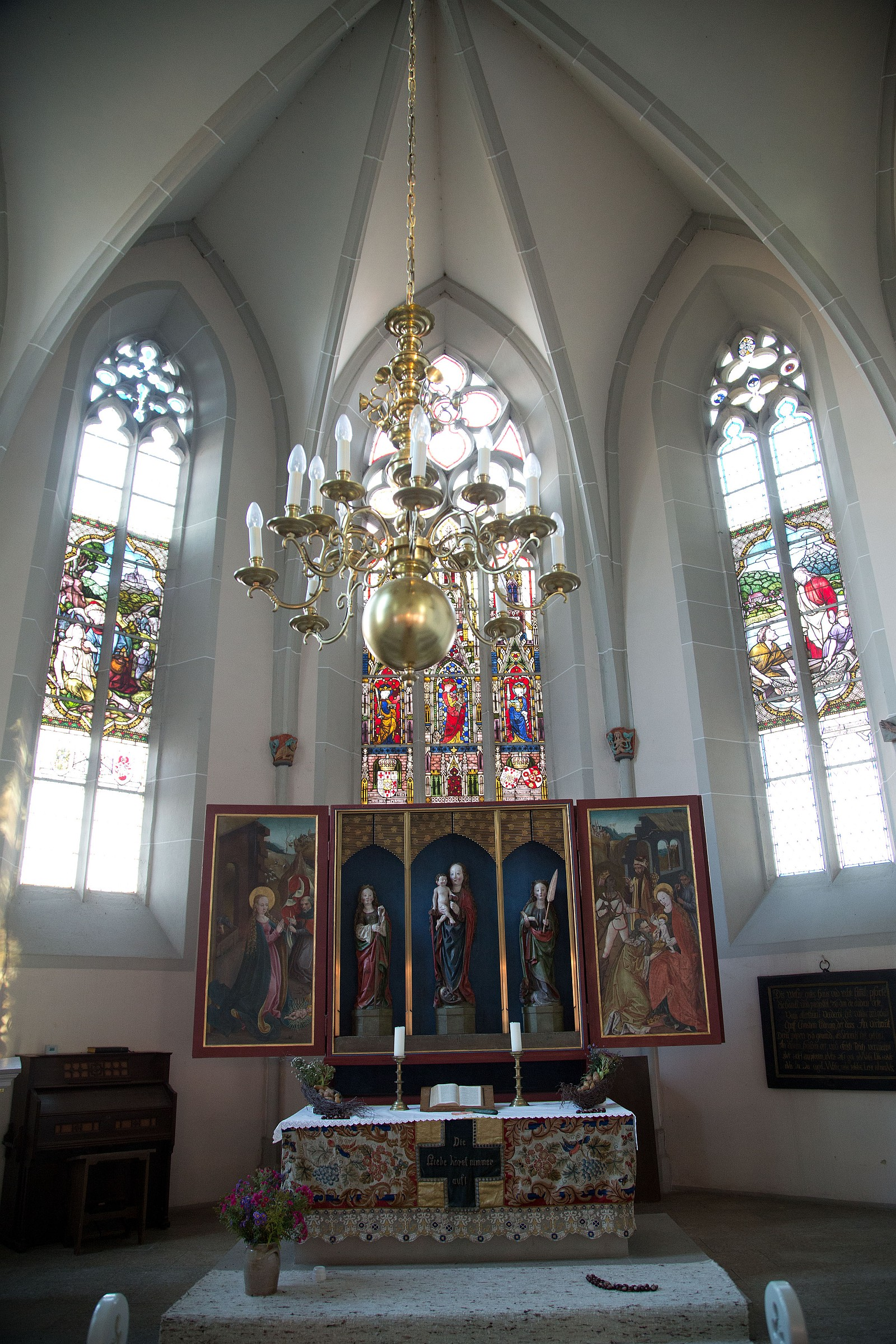
1914 restaurierte Ebeling die Tafelmalerei des Marienaltars in der Kirche von Neu-Berich

Reinhold Ebeling war im 19. Jahrhundert ein Schüler des Malers und Innenarchitekten Hermann Schaper.
Erstmals 1899 wurde Ebeling im Adreßbuch, Stadt und Geschäfts-Handbuch der Königlichen Haupt- und Residenzstadt Hannover und der Stadt Linden als Kirchen- und Dekorationsmaler mit Wohnsitz Aegidiendamm 4 verzeichnet. Ab 1901 und durchgehend bis 1938 war Ebeling – als Kunstmaler ohne Angabe der Zugehörigkeit zur Innung – unter der Adresse Wiesenstraße 64 gemeldet.
1904 verhandelte Ebeling mit dem Direktor des seinerzeit preußischen Provinzialmuseums von Hannover über eine Anstellung als Restaurator für die Sammlungen des Museums. Die Verhandlungen wurden aufgrund von zu geringer Besoldung abgebrochen. Statt Ebeling trat dann der Maler Rudolf Schiele die Stelle an.
1931 bezeichnete Ebeling sich als „Kirchemaler, Restaurator und Konservator farbiger Kunstdenkmäler“.

## Werke (Auswahl)
- 1899: Freilegung und Restaurierung der Gewölbe- und Wandmalereien in Kirchhorst, Isernhagen[1]
- 1900: Gewölbeausmalung und Festigung einer Wandmalerei mit der Darstellung des Jüngsten Gerichts in der Jakobikirche in Stendal[1]
- 1900–1901: Restaurierung von Wandmalereien im nördlichen Seitenschiff der Andreaskirche in Hildesheim[1]
- 1901: Freilegung und Restaurierung sowie Rekonstruktion des Apostelfrieses an der nördlichen Chorwand der Nicolaikirche in Sulingen[1]
- 1901–1902: Anfertigung verschiedener Pausen der Wandmalereien in der abgebrochenen Kirche in Bruchhausen[1]
- 1901–1902: Restaurierung der Gewölbemalereien und Neuausmalung der übrigen St. Marienkirche in Hannover-Hainholz[1]
- 1902–1906: Freilegung und Restaurierung der Gewölbemalereien der Agneskapelle in Bocholt[1]
- 1903: Freilegung und Zeichnung von Pausen der Gewölbemalereien der Marienkirche auf dem Stiftberg bei Herford[1]
- 1903: Freilegung sowie Anlage von SW-Strich-Zeichnungen und farbigen Kopien der Wandmalereien in der Kirche in Schüttorf[1]
- 1903–1904: Restaurierungsarbeiten in der Kirche von Schwarmstedt[1]
- 1903–1904: Restaurierung des Altars in der St.-Wilhadi-Kirche in Ihlienworth[1]
- 1903–1904: Freilegung und Restaurierung der Wandmalereien in der ehemaligen Stiftskirche in Möllenbeck bei Rinteln[1]
- 1904: Restaurierung und Rekonstruktion dekorativer Wandmalereien in der Kirche in Barnstorf[1]
- 1904: Ausmalung der Apsis der erneuerten Dorfkirche in Barnebeck bei Salzwedel
- 1906–1907: Freilegung und Kopien als Aquarelle der Malereien in der Krypta des Doms zu Quedlinburg[1]
- 1907: Freilegung und Restaurierung der Wandmalereien der St.-Laurentius-Kirche in Ohrdorf bei Wittingen[1]
- 1904 und 1907: Freilegung und Restaurierung der Chorausmalung der Archidiakonatskirche St. Clemens Romanus in Marklohe[1]
- 1908 und möglicherweise 1936: Restaurierung der Malereien zunächst im Kirchenraum, dann in der Sakristei der Kirche in Ohlendorf[1]
- 1908: Freilegung und Restaurierung der Pankratiuskirche in Mark bei Hamm[1]
- 1908–1914: Freilegung und Restaurierung der Malereien in Scholen[1]
- 1908–1914: Freilegung und Restaurierung der Malereien in Schwaförden[1]
- wohl nach 1908: Neuausmalung der Marienkirche im Bremerhavener Stadtteil Geestemünde[1]
- 1909: Neuausmalung nach Anleitung durch Ebeling der St. Mauritius und Martin-Kirche in Assel bei Drochtersen[4]
- 1910: Freilegung und Restaurierung der Malereien der Apsis in der Andreaskirche in Verden[1]
- 1910: Restaurierung der Gewölbemalereien in der Kirche von Kloster Wennigsen[1]
- 1910: Freilegung und Restaurierung der Wandmalereien in der ehemaligen Zisterzienserinnen-Kirche in Fröndenberg in Westfalen[1]
- eventuell 1911: Restaurierung der Gewölbemalereien in der St.-Laurentius-Kirche in Müden an der Örtze bei Fassberg[1]
- eventuell 1911: Neuausmalung der Kirche in Dannenberg[1]
- 1911: Restaurierung von Epitaphien aus der Kirche des Klosters Ebstorf[1]
- 1911: Planung und Leitung der Ausmalung der Marienkirche in Göttingen[1]
- 1911–1912: Ausmalung der St.-Laurentius-Kirche in Nienhagen[1]
- zwischen 1911 und 1913: Restaurierung des Altarbildes der Kirche des Klosters Isenhagen[1]
- zwischen 1911 und 1913: Ausmalungs-Entwürfe für die St.-Laurentius-Kirche in Kirchgellersen[1]
- zwischen 1911 und 1913: Entwurf und Leitung der Ausmalung der Kirche Heilige Familie in Vienenburg[1]
- 1911–1913: Freilegung und Restaurierung der Malereien im Kirchenschiff sowie Neuausmalung im Chor der Kirche von Neuenkirchen[1]
- 1914: Im Nachgang der 1907 durch die beiden aus Hannover kommenden Maler Rudolf Schiele und den Bildhauer Theodor Maßler erfolgten Restaurierung der Predella restaurierte Ebeling die Tafelmalerei des aus dem Jahr 1520 stammenden Marienaltars der evangelischen Pfarrkirche Neu-Berich bei Bad Arolsen[2]
- zwischen 1914 und 1919: Restaurierung der Deckenmalereien sowie Neuausmalung der Kirche in Neuenfelde im Kreis Stade[1]
- zwischen 1921 und 1923: Mitarbeit bei der barockisierenden Innenausstattung der ev. Kirche in Münden (Lichtenfels)[5]
- zwischen 1923 und 1926: Restaurierung der Ausstattung der Frankenberger Kirche in Goslar[1]
- 1925: Ausbesserungsarbeiten an der Chorausmalung der Goslarer Neuwerkkirche[1]
- 1927: Reinigung der Wandmalereien im Kaiserhaus zu Goslar[1]
- 1927: Restaurierung der Holzdecken-Malerei in der Goslarer Klauskapelle[1]
- 1928: Restaurierung des aus der St. Andreas-Kirche zu Hollenstedt stammenden Altars[1]
- 1929: Neubemalung des Kanzelaltars in der Kirche in Lesum[1]
- 1935: Restaurierung von Holztafelbildern in der Kirche in Egestorf im Kreis Harburg[1] Rechts des Altars finden sich die „Apostelbilder des Kirchenmalers Reinhold Ebeling (Hannover)“[6]
- 1935: Restaurierung der Nordempore in der Kirche von Otterndorf[1]
- 1935: Restaurierung von Ölgemälden aus der Kirche von Neukloster[1]